# Тетразол
Тетразол — пятичленный ароматический гетероцикл с четырьмя атомами азота (CH2N4). Бесцветные листовидные кристаллы, растворимые в воде, ацетоне, этаноле.

## Свойства и синтез
Проявляет амфотерные свойства, протонируясь по азоту N4 и отщепляя протон от атома N1 (рКа — 2,68). Образует аддукты с солями переходных металлов (AgNO3, HgCl2).
Впервые был синтезирован реакцией синильной кислоты с азотистоводородной кислотой в этаноле.
Препаративный метод синтеза тетразола — дезаминирование 5-аминотетразола, получаемого нитрозированием аминогуанидина с дальнейшей циклизацией образовавшегося азида, действием азотистой кислоты в спиртовом растворе:

## Применение
Производные тетразола используются как взрывчатые вещества (напр. комплексы 5-нитротетразола), лекарственные препараты (коразол).
Некоторые производные тетразола, например MTT, применяемый в биохимическом анализе (см. МТТ-тест).
5-аминотетразол применяется как компонент газогенератора в автомобильных подушках безопасности.